# Desa Lembung Barat
Desa Lembung Barat är en administrativ by i Indonesien.   Den ligger i provinsen Jawa Timur, i den västra delen av landet, 800 km öster om huvudstaden Jakarta. Desa Lembung Barat ligger på ön Madura.